# Myrrhine (hetär)
Myrrhine var en känd hetär i antikens Aten som bland annat var retorn Hypereides (omkring 395 – 322 f.Kr.) älskarinna. Denne underhöll dessutom samtidigt tre andra hetärer och hon var den mest slösaktiga.